# Cueta solers
Cueta solers is een insect uit de familie van de mierenleeuwen (Myrmeleontidae), die tot de orde netvleugeligen (Neuroptera) behoort. 
Cueta solers is voor het eerst wetenschappelijk beschreven door Navás in 1915.